# Hoppípolla
"Hoppípolla" is een single van de IJslandse band Sigur Rós. Het is afkomstig van het album Takk.... "Hoppípolla" werd in november 2005 in het Verenigd Koninkrijk uitgebracht, en opnieuw uitgegeven op 1 mei 2006. Op de single staat ook een andere versie van het eerder uitgebrachte "Hafsól".

## Opnamen en uitgave
"Hoppípolla" werd in 2005 opgenomen en gemixt in de Sundlaugin Studio's in IJsland. Daarna werd het naar New York gestuurd voor de mastering. "Hoppípolla" werd op cd (in digipak) en op 12 inch (met een poster) uitgegeven. Ook werd een vinylsingle geproduceerd met naast "Hoppípolla" ook het nummer "Heysátan". Hiervan werden 3000 individueel genummerde kopieën gemaakt. "Hafsól" (op Von nog gespeld als "Hafssól") werd door Sigur Rós vaak live gespeeld. Omdat het nummer live evolueerde tot een totaal ander nummer, was er onder de fans animo om de nieuwe versie opnieuw op te nemen. De band stemde hiermee in en maakte er een B-kant van voor "Hoppípolla".
In december verscheen "Hoppípolla" in de UK Singles Chart; het kwam binnen op de 35e plaats. De week erop verdween het weer uit de lijst, om in april 2006 terug te keren op de 75e plaats. Hierna bleef het tien weken in de Chart staan, met een 24e plaats als piek. "Hoppípolla" is meerdere malen door de BBC gebruikt als achtergrondmuziek. Het is te horen in de trailer voor de documentaire Planet Earth. Het nummer staat ook op de soundtracklijst van de film We Bought a Zoo uit 2011. Daarnaast is het ook gebruikt voor voetbalevenementen als de FA Cup-finale en het Wereldkampioenschap (beide in 2006).

## Muziekvideo
De muziekvideo van "Hoppípolla" werd geregisseerd door het duo Arni & Kinski. De video draait om een groep ouderen die in een dorp kwajongensstreken uithalen. Daarbij worden herhaaldelijk beelden vertoond van de enkele ouderen die in plassen springen, een referentie naar de titel ('hoppípolla' vertaalt naar 'springen in plassen'). De video begint met een groep van vier ouderen die over een pad lopen en rotje gooien naar een jongen die zijn fiets aan het repareren is. Ook wordt met sjablonen graffiti op een muur gespoten, en wordt er belletje getrokken bij een huis. De groep ouderen gaan ook naar een winkel en stelen enkele voorwerpen, waaronder fruit. Dan bereidt de groep zich voor op een strijd met een andere groep ouderen. Er worden houten zwaarden gemaakt en één man maakt een helm uit een vergiet. De twee groepen ontmoeten elkaar op een kerkhof en rennen op elkaar af, waarbij er ook met waterballonnen wordt gegooid. Er wordt gevochten met de zwaarden en wat geduwd onderling. Tijdens een stoeipartij gaat een van de ouderen naar de grond, waarbij hij een bloedneus oploopt. De tegenpartij merkt het op en rent uit schrik weg, waardoor de overgebleven ouderen de overwinning vieren. In de video zijn alle vier de Sigur Rós-leden te zien: Orri Páll Dýrason is de jongen die zijn fiets aan het repareren is, Kjartan Sveinsson is het slachtoffer van het belletje trekken, Georg Hólm is kort te zien in een tuin en Jón Þór Birgisson is werkzaam in de winkel.

## Nummers

### Cd en 12-inch
1. "Hoppípolla" – 4:28
2. "Með blóðnasir"- 2:17
3. "Hafsól" - 9:52

### Single
1. "Hoppípolla" – 4:28
2. "Heysátan" - 4:10

## Medewerkers
- Sigur Rós - Productie, creatie
  - Jón Þór Birgisson - zang, gitaar, keyboard
  - Georg Hólm - basgitaar
  - Kjartan Sveinsson - keyboard
  - Orri Páll Dýrason - drums

- Ken Thomas - engineering, productie, mixing
- Ted Jensen - mastering
- Álafosskórinn - koor

## Hitnoteringen
| Land                                   | Plaats |
| -------------------------------------- | ------ |
| UK Singles Chart (Verenigd Koninkrijk) | 24     |